# Kia Picanto
Kia Picanto là dòng ô tô phân khúc A do Kia sản xuất từ năm 2004. Dòng xe này có nhiều tên gọi khác như Kia Morning (tiếng Hàn Quốc: 기아 모닝, đã Latinh hoá: Gia Moning) tại Hàn Quốc, Hồng Kông, Đài Loan (hai thế hệ đầu tiên) và Chile, Kia EuroStar tại Đài Loan (thế hệ đầu tiên), Kia New Morning tại Việt Nam, Naza Suria và Naza Picanto tại Malaysia (thế hệ đầu tiên). Picanto chủ yếu được sản xuất tại nhà máy liên doanh Donghee ở Seosan, Hàn Quốc.

## Doanh số
| Năm  | Hàn Quốc | Châu Âu |
| ---- | -------- | ------- |
| 2004 |          | 58,579  |
| 2005 |          | 85,314  |
| 2006 |          | 76,550  |
| 2007 |          | 60,996  |
| 2008 |          | 39,483  |
| 2009 |          | 55,604  |
| 2010 | 101,570  | 46,262  |
| 2011 | 117,029  | 51,137  |
| 2012 | 94,190   | 58,175  |
| 2013 | 93,631   | 50,524  |
| 2014 | 96,089   | 51,222  |
| 2015 | 88,455   | 54,036  |
| 2016 | 75,133   | 54,982  |
| 2017 | 70,437   | 62,161  |
| 2018 | 59,042   | 74,526  |
| 2019 | 50,364   | 74,305  |
| 2020 |          | 49,211  |

Picanto là mẫu xe bán chạy nhất của Kia tại thị trường châu Âu từ năm 2004 đến năm 2006, chiếm một phần ba doanh số bán hàng của thương hiệu trong giai đoạn này.